# Valerie Young
Pour les articles homonymes, voir Young.
Valerie Young (née Sloper le 10 août 1937 à Ashburton) est une athlète néo-zélandaise, spécialiste du lancer du poids et du lancer du disque.

## Biographie
Elle remporte sept médailles lors des Jeux du Commonwealth dont cinq en or au lancer du poids (en 1958, 1962 et 1966) et au lancer du disque (en 1962 et 1966).
Elle participe à trois Jeux olympiques consécutifs : au lancer du poids, elle se classe quatrième en 1960 et 1964 et cinquième en 1956 ; au lancer du disque elle se classe dixième en 1960 et treizième en 1964.
Elle remporte 37 titres de championne de Nouvelle-Zélande, plus que tout autre athlète, dont 18 au lancer du disque, 17 au lancer du poids et deux au pentathlon.
Valerie Young est élue au New Zealand Sports Hall of Fame (en) en 1990

## Palmarès
| Date | Compétition                                     | Lieu         | Résultat | Épreuve          | Marque |
| ---- | ----------------------------------------------- | ------------ | -------- | ---------------- | ------ |
| 1956 | Jeux olympiques                                 | Melbourne    | 5e       | Lancer du poids  |        |
| 1958 | Jeux de l'Empire britannique et du Commonwealth | Cardiff      | 1re      | Lancer du poids  |        |
| 1958 | Jeux de l'Empire britannique et du Commonwealth | Cardiff      | 3e       | Lancer du disque |        |
| 1960 | Jeux olympiques                                 | Rome         | 4e       | Lancer du poids  |        |
| 1960 | Jeux olympiques                                 | Rome         | 10e      | Lancer du disque |        |
| 1962 | Jeux de l'Empire britannique et du Commonwealth | Perth        | 1re      | Lancer du poids  |        |
| 1962 | Jeux de l'Empire britannique et du Commonwealth | Perth        | 1re      | Lancer du disque |        |
| 1964 | Jeux olympiques                                 | Tokyo        | 4e       | Lancer du poids  |        |
| 1964 | Jeux olympiques                                 | Tokyo        | 13e      | Lancer du disque |        |
| 1966 | Jeux de l'Empire britannique et du Commonwealth | Kingston     | 1re      | Lancer du poids  |        |
| 1966 | Jeux de l'Empire britannique et du Commonwealth | Kingston     | 1re      | Lancer du disque |        |
| 1974 | Jeux du Commonwealth britannique                | Christchurch | 2e       | Lancer du poids  |        |

## Records
| Épreuve          | Marque  | Lieu | Date |
| ---------------- | ------- | ---- | ---- |
| Lancer du poids  | 17,26 m |      | 1964 |
| Lancer du disque | 53,77 m |      | 1962 |